# Neurigona zhangae
Neurigona zhangae är en tvåvingeart som beskrevs av Wang, Yang och Patrick Grootaert 2006. Neurigona zhangae ingår i släktet Neurigona och familjen styltflugor. Inga underarter finns listade i Catalogue of Life.